# Aleidus Coenen

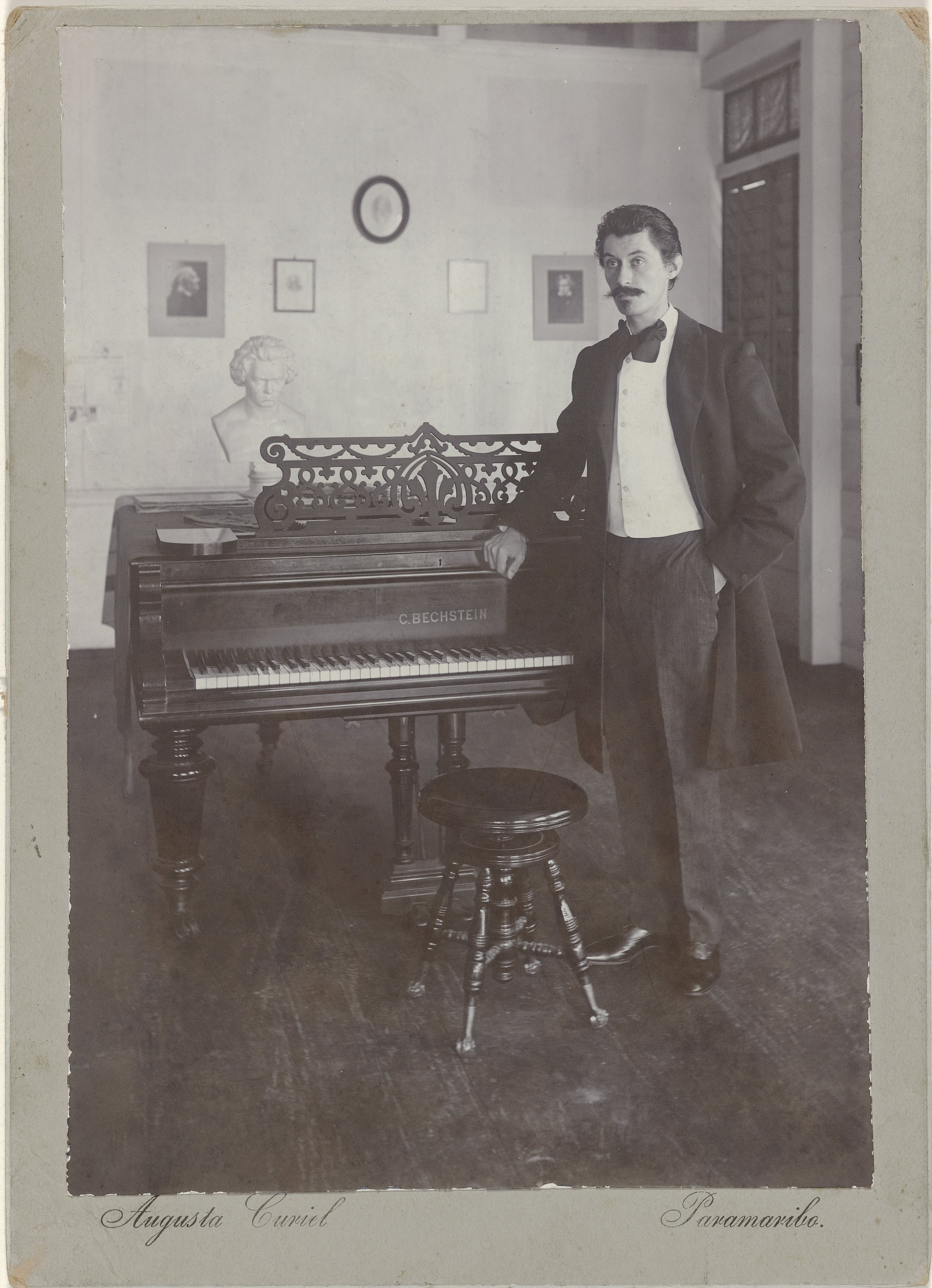
Aleidus Coenen, Paramaribo, 1907

Aleidus Coenen (1877–1962) war ein niederländischer Komponist.

## Werke
- Dat is mijn lust, aldus te wachten en te waken aan de kant van den weg (Text: nach Rabindranath Tagore)
- Er was een tijd dat ik mijzelven niet voor U bereid hield (Text: nach Rabindranath Tagore)
- Hebt gij Zijn stille schreden niet gehoord? (Text von Frederik van Eeden nach Rabindranath Tagore)
- Als het niet mijn deel is U te ontmoeten in mijn leven (Text: nach Rabindranath Tagore)
- In éénen groet aan u, mijn God[1]
- Sonate voor Viool en Klavier in D-Dur; Widmung: Den Heere C. Coenen, uit vereering opgedragen; van Eck, s-Gravenhage, n. d.
- Twee Klavierstujkes (Hindoezang en Huppelend Meisje); Widmung: Aan mijn Vader; Nieuwe Muziekhandel, Amsterdam, n. d.